# ویلیویلی
ویلیویلی (نام علمی: Erythrina sandwicensis) گونه‌ای از درختان گلدار از تیره نخود، باقلاییان و بومی جزایر هاوایی است؛ و تنها گونه بومی اریترینا است. این درخت در جنگلهای نواحی خشک و گرمسیری در جزایر پایین‌تر از مسیر باد و سراشیبی تا ارتفاع ۶۰۰ متر (۲۰۰۰ فوت) وجود دارند.
ویلیویلی در زبان مردم هاوایی به معنی «چندین بار پیچ خورده» است و به غلاف دانه که هنگام شکفتن پیچ می‌خورد اشاره می‌کند.

## توصیف
ویلیویلی تا ارتفاع ۴٫۵ الی ۹ متر رشد کرده و قطر تنه تنومند و پیچ‌خورده آن به ۰٫۳ تا ۰٫۹ متر می‌رسد. پوست آن نرم و اندکی شیاردار است و با خارهای خاکستری یا سیاه رنگی که بیش از ۱ سانتیمتر طول دارند پوشانده شده است. پوستی که روی تنهٔ اصلی درختان بالغ است که به دلیل پوشیده شدن با جلبک‌های زمینی قالب متمایز نارنجی رنگی دارد.